# Cleidochasma granifera
Cleidochasma granifera är en mossdjursart som först beskrevs av Ferdinand Canu och Ray Smith Bassler 1929.  Cleidochasma granifera ingår i släktet Cleidochasma och familjen Cleidochasmatidae. Inga underarter finns listade i Catalogue of Life.